# Glyptostrobus pensilis
Espèce
Statut de conservation UICN

 CR C2a(i) : 
En danger critique
Classification phylogénétique
Synonymes
- Cuprespinnata heterophylla (Brongn.) J.Nelson
- Cuprespinnata sinensis (J.Forbes) J.Nelson
- Cupressus nucifera Carrière
- Glyptostrobus heterophyllus (Brongn.) Endl.
- Juniperus aquatica Roxb.
- Sabina aquatica (Roxb.) Antoine
- Schubertia nucifera Denham ex Endl.
- Taxodium heterophyllum Brongn.
- Taxodium japonicum Dehnh. ex Gordon & Glend.
- Taxodium sinense J.Forbes
- Thuja lavandulifolia Poir.
- Thuja pensilis Staunton ex D.Don
- Thuja pensilis Abel[2]

Glyptostrobus pensilis, de nom vulgaire Cyprès chinois des marais, est une espèce d'arbres de la famille des Cupressaceae et de la sous-famille des Taxodioideae. C'est la seule espèce encore en vie du genre Glyptostrobus, et elle est en danger critique d'extinction.

## Description

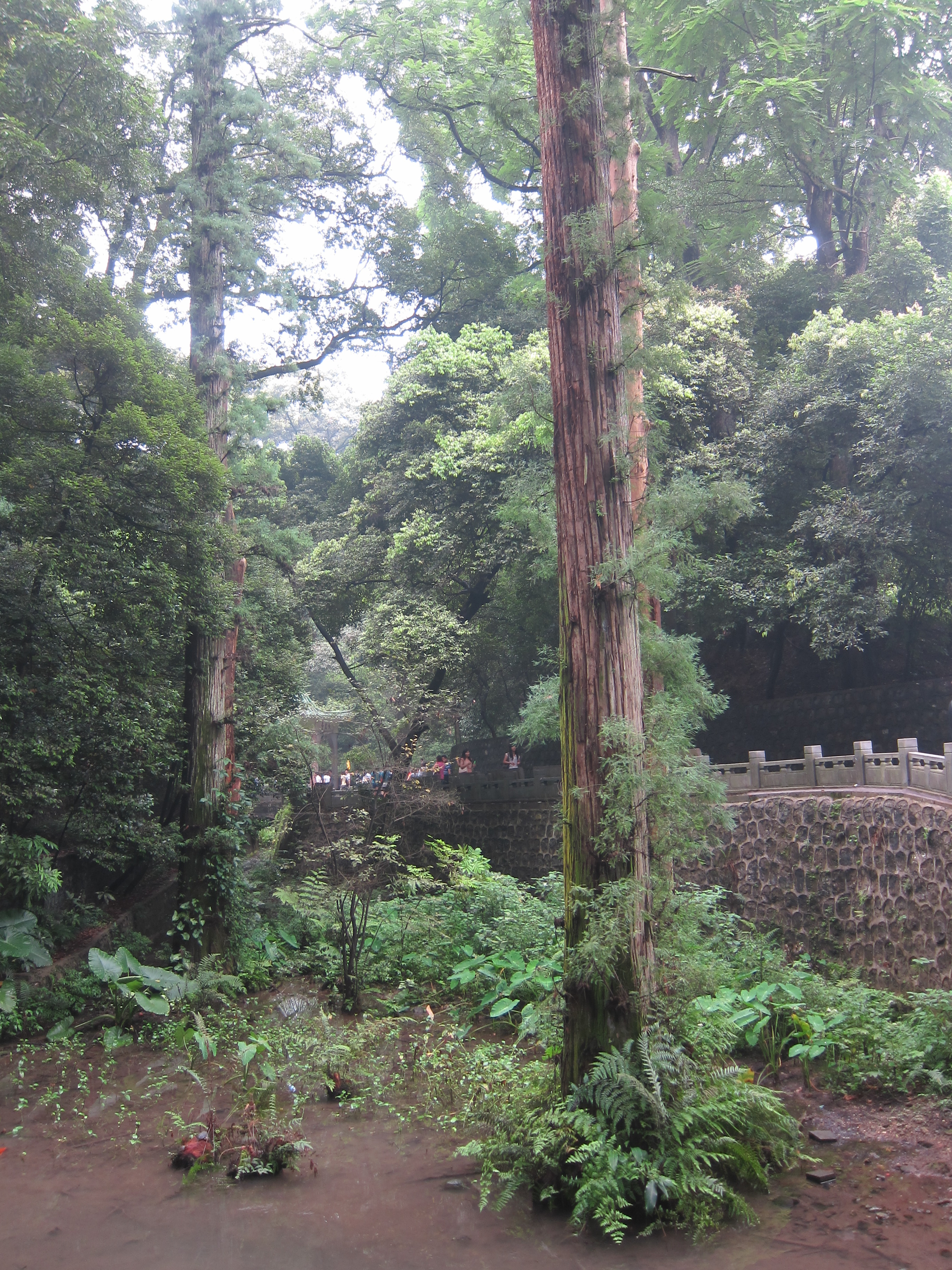
Cyprès chinois des marais au.

L'arbre peut atteindre 30 m de haut, le tronc pouvant mesurer jusqu'à 1 m de diamètre, parfois plus.
Les feuilles  sont caduques, squamiformes, disposées en spirales, même si elles sont attachées à la base en deux rangs horizontaux.
Les strobiles sont jaune-marron, en forme de poire, quand ils sont mûrs. Une fois mûrs, ils s'ouvrent pour laisser tomber de petites graines ailées de 5-20 mm.

## Habitat et répartition
L'espèce est endémique de la zone subtropicale du sud-est de la Chine s'étendant de l'Ouest du Fujian jusqu'au sud-est du Yunnan, et de certains secteurs très localisés du Nord du Vietnam.
Il pousse sur les rives des rivières, marais ou étangs, d'une altitude de 500 à 700 m, pouvant prendre racine dans l'eau jusqu'à une profondeur de 60 cm. Tout comme les espèces du genre Taxodium, il produit des pneumatophores quand il pousse dans l'eau, possiblement pour aider le transport de l'oxygène jusqu'à ses racines.

## Menaces et conservation
L'espèce est proche de l'extinction dans la nature, à cause de sa surexploitation pour son bois précieux et parfumé résistant à la décomposition, même s'il est aussi souvent planté le long des rizières pour stabiliser les rives. Actuellement, il semblerait qu'il n'y ait plus de spécimens sauvages en Chine, et parmi les spécimens vietnamiens, seuls quelques-uns produisent encore des graines. Quatre spécimens de cet arbre sont conservés au Bank Hall Gardens (en) à Bretherton, Lancashire, Royaume-Uni.